# Saint-Sauveur (Dordogne)
Saint-Sauveur – miejscowość i gmina we Francji, w regionie Nowa Akwitania, w departamencie Dordogne.
Według danych na rok 1990 gminę zamieszkiwało 605 osób, a gęstość zaludnienia wynosiła 65 osób/km² (wśród 2290 gmin Akwitanii Saint-Sauveur plasuje się na 639. miejscu pod względem liczby ludności, natomiast pod względem powierzchni na miejscu 1112.).